# Garrett Weber-Gale
Garrett Weber-Gale (ur. 6 sierpnia 1985 w Stevens Point) – amerykański pływak, dwukrotny mistrz olimpijski z Pekinu, trzykrotny mistrz świata.
Specjalizuje się w pływaniu stylem dowolnym. Największym osiągnięciem zawodnika jest złoty medal igrzysk olimpijskich w Pekinie w sztafecie kraulowej 4 × 100 m. Sztafeta w składzie w finałowym wyścigu: Weber-Gale, Michael Phelps, Cullen Jones i Jason Lezak ustanowiła rekord świata z wynikiem 3:08,24 min. W Pekinie zdobył również złoty medal w sztafecie 4 × 100 m stylem zmiennym, płynąc w eliminacyjnym wyścigu. Trzykrotny złoty medalista mistrzostw świata w sztafecie 4 × 100 m kraulem - w każdym z tych trzech finałów nie płynął, startując w kwalifikacjach.

## Osiągnięcia

### Igrzyska olimpijskie
| Olimpiada  | Data             | Konkurencja               | Rezultat    | Miejsce |
| ---------- | ---------------- | ------------------------- | ----------- | ------- |
| Pekin 2008 | 11 sierpnia 2008 | 4 x 100 m stylem dowolnym | 3:08,24 min |         |
| Pekin 2008 | 17 sierpnia 2008 | 4 x 100 m stylem zmiennym | 3:08,24 min | [ 1 ]   |

### Mistrzostwa świata
- 2005 Montreal -  złoto - 4 x 100 m stylem dowolnym[1]
- 2007 Melbourne -  złoto - 4 x 100 m stylem dowolnym[1]
- 2009 Rzym -  złoto - 4 x 100 m stylem dowolnym[1]

## Rekordy świata
| Data             | Miejsce | Konkurencja               | Rezultat    | Status   |
| ---------------- | ------- | ------------------------- | ----------- | -------- |
| 11 sierpnia 2008 | Pekin   | 4 x 100 m stylem dowolnym | 3:08,24 min | aktualny |